# Nordlyskatedralen
Nordlyskatedralen Alta kirke (svenska: "Norrskenskatedralen") är en katedral belägen i Alta, Norge. Arkitekterna för kyrkan är Link signatur och Schmidt Hammer Lassen. Utsmyckningen och de liturgiska möblerna i byggnaden är designade av den danske konstnären Peter Brandes . Huvudentreprenören för detta projekt är det Altabaserade företaget Ulf Kivijervi AS . Första gudstjänsten i kyrkan hölls söndagen den 10 februari 2013, och kronprinsessan Mette-Marit närvarade vid gudstjänsten och det gjorde även Per Oskar Kjølaas, biskop i Nord-Hålogalands stift. Namnet Nordlyskatedralen kommer av att staden Alta, där kyrkan är belägen, kallar sig Nordlysbyen (det vill säga "Norrskensstaden"). 

## Bilder

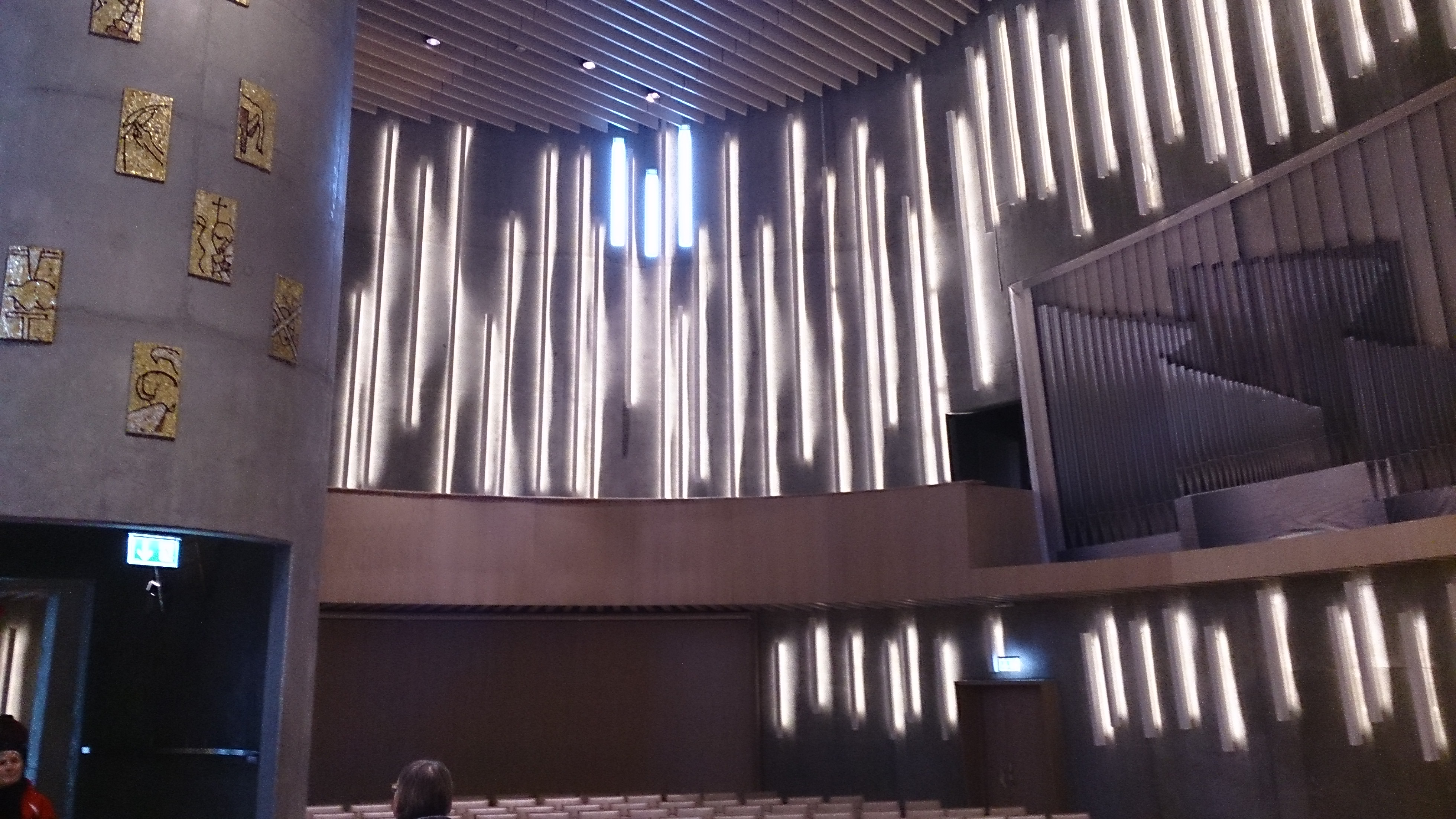
Katedralens interiör, där man även ser orgeln.
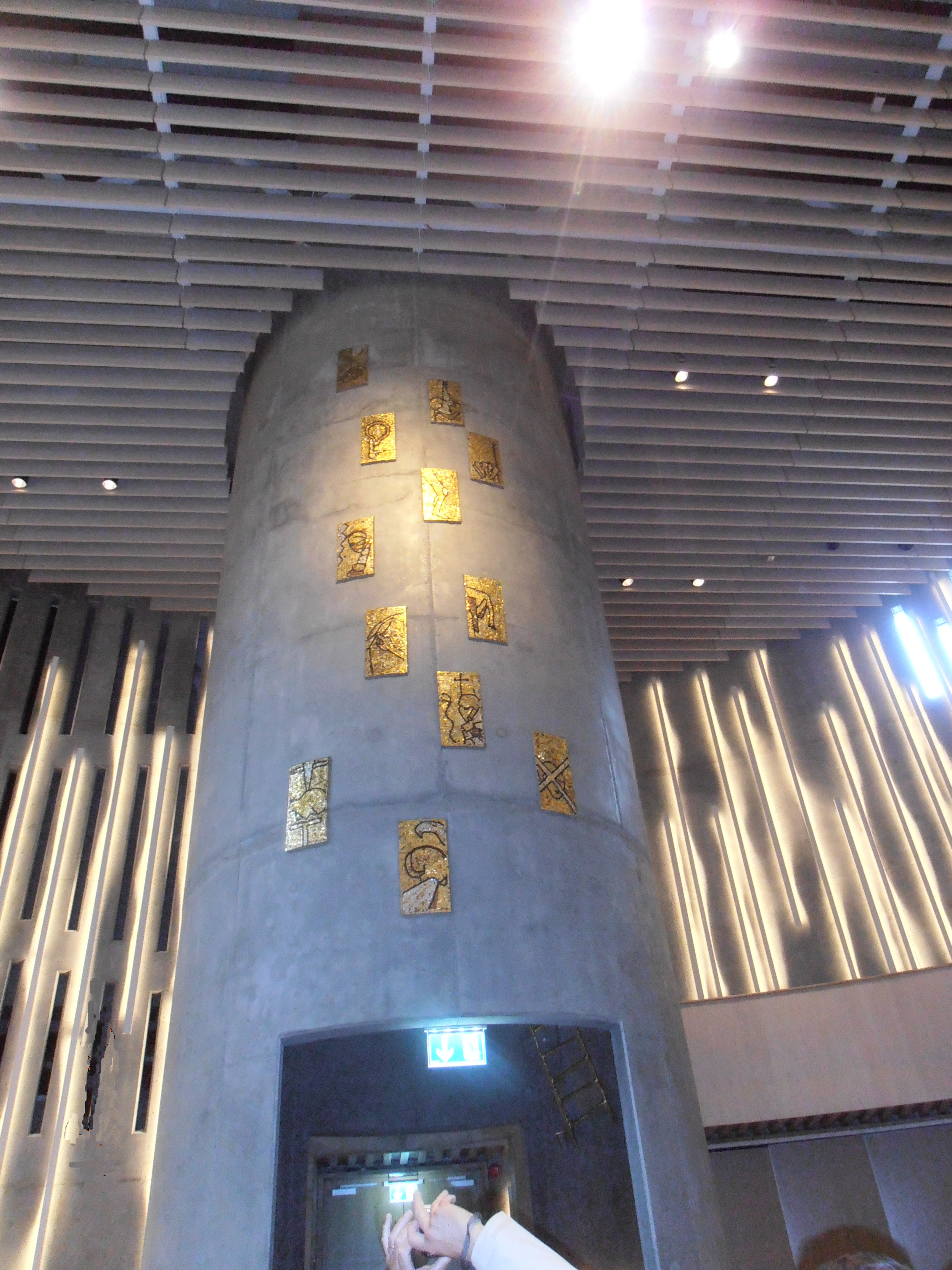
Interiör.
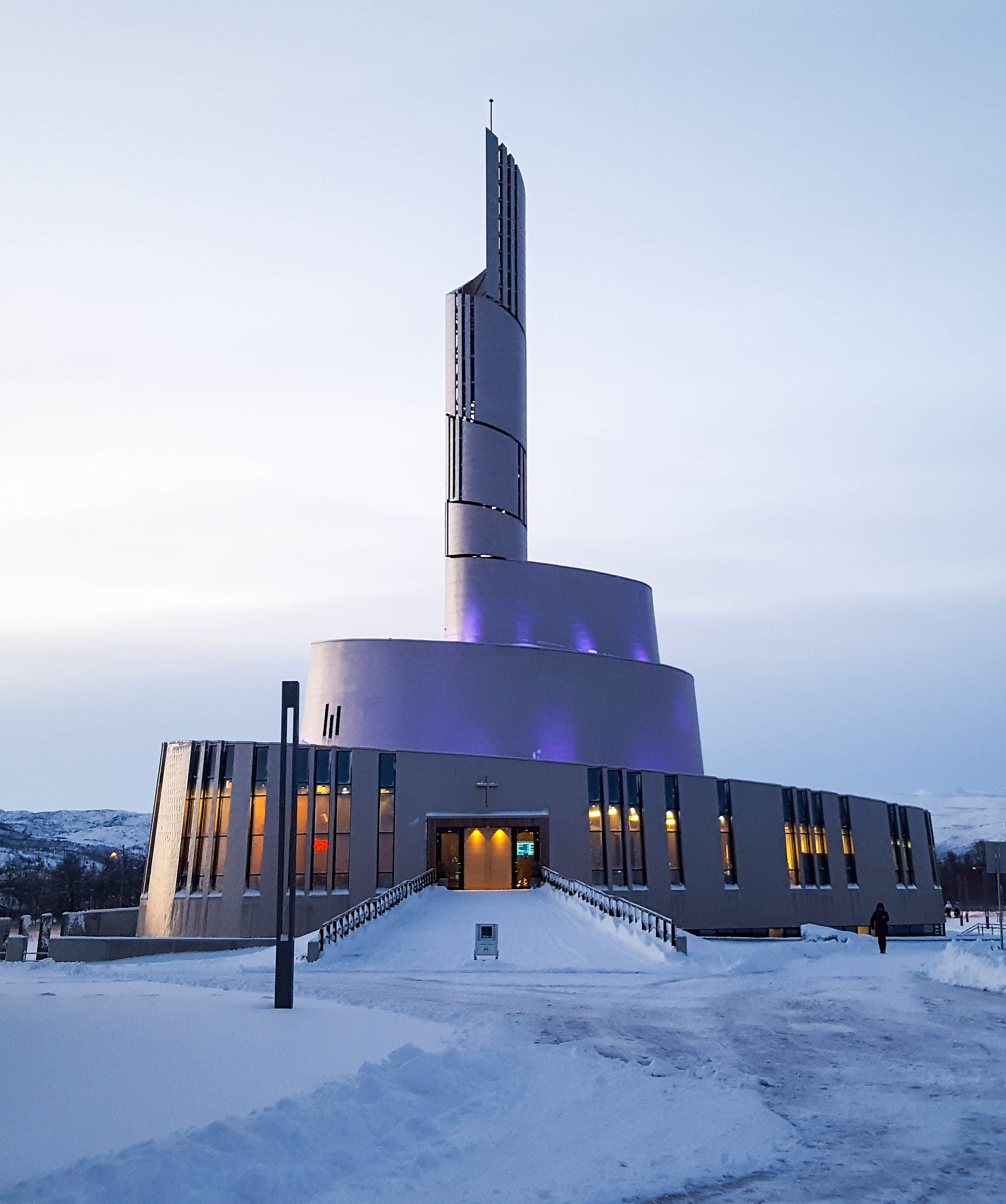
Katedralen under vintern 2016.